# Bergkirchen
Bergkirchen es un municipio situado en el distrito de Dachau, en el estado federado de Baviera (Alemania), con una población a finales de 2016 de unos 7795 habitantes.
Se encuentra ubicado en la zona centro-sur del estado, en la región de Alta Baviera, a poca distancia de la orilla sur del río Danubio.